# Julião Quintinha
Juliao Quintinha fue un escritor y periodista portugués nacido en Lagos en 1886 y fallecido en 1968.
Su obra gira en torno a sus experiencias africanas, fruto de sus viajes realizados por las colonias portuguesas en 1927. Mientras trabajaba en periódicos como Jornal da europa se dedicaba a escribir novelas sobre sus viajes, libros que servirían como modelo para la literatura colonial sucesora.

## Obra
- Assistência à Mendicidade (1916) Tesis.
- A Solução Monárquica do Sr. Alfredo Pimenta (1916) Comentario político
- No Fim da Guerra (1917) Opúsculo
- Vizinhos do Mar (1920)  Novela
- Terras de Fogo (1923)  Novela
- Cavalgada do Sonho (1924)  Novela
- África Misteriosa (1928)  Crónicas de viaje
- Ouro Africano (1930)  Crónicas de viaje
- Terras de Sol e da Febre (1932) Reportajes en las colonias
- Novela Africana (1933)  Novela